# Tournefortia killipii
Tournefortia killipii är en strävbladig växtart som beskrevs av Nowicke. Tournefortia killipii ingår i släktet Tournefortia och familjen strävbladiga växter. Inga underarter finns listade i Catalogue of Life.